# Seo Whi-min
Seo Whi-min (kor. 서휘민; * 13. März 2002 in Seoul) ist eine südkoreanische Shorttrackerin.

## Werdegang

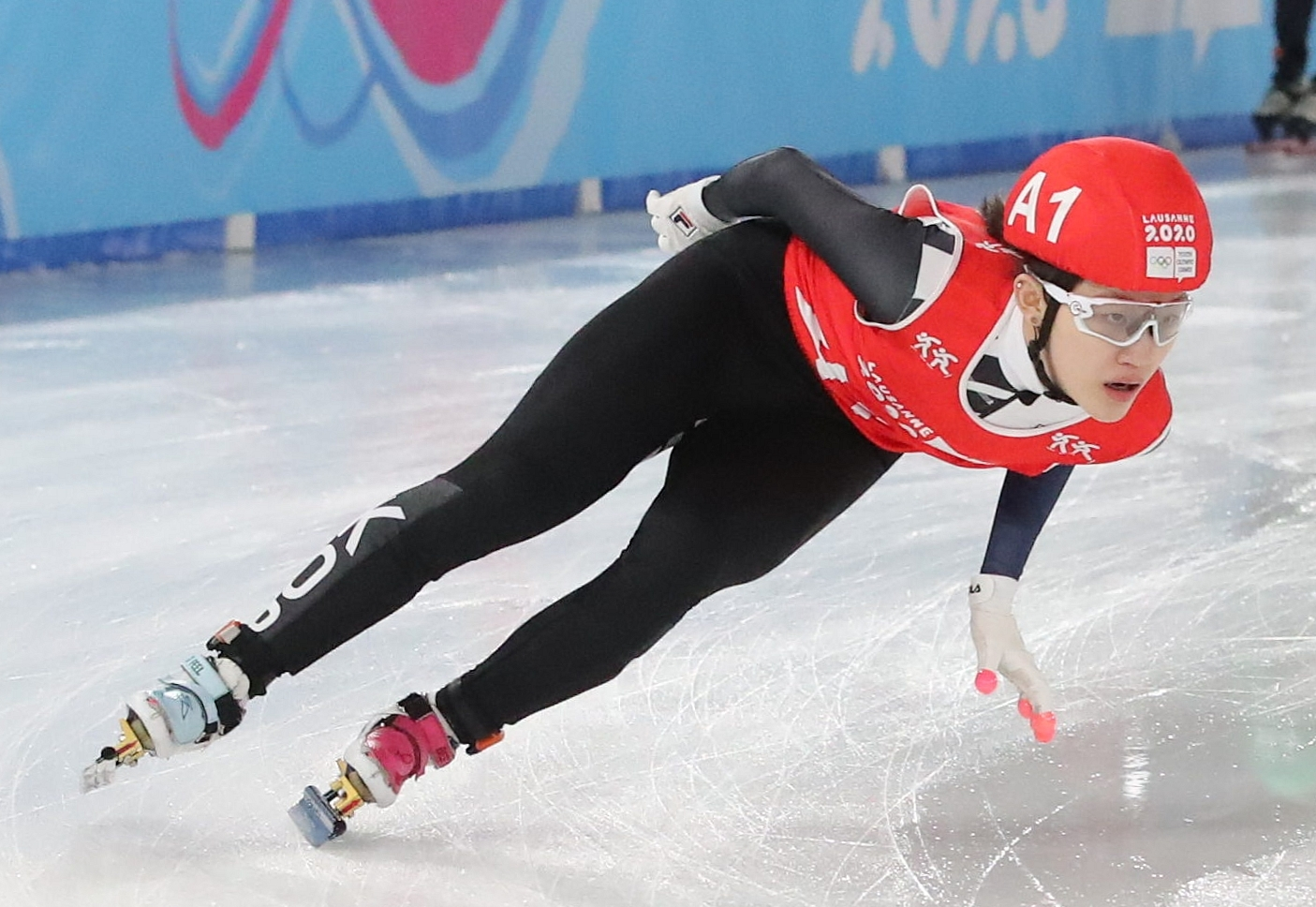
Seo Whi-min bei den Olympischen Jugend-Winterspielen 2020

Seo trat international erstmals im Januar 2017 bei den Juniorenweltmeisterschaften in Innsbruck in Erscheinung. Dort gewann sie mit Platz zwei über 1000 m und Rang eins über 1500 m, im Mehrkampf die Silbermedaille. Bei den Juniorenweltmeisterschaften 2019 in Montreal holte sie über 1500 m und mit der Staffel jeweils die Goldmedaille.
Im April 2019 trat sie zu den Ausscheidungsläufen der zur südkoreanischen Nationalauswahl an. Dort erreicht sie Platz 4 der Nationalauswahl, durch den sie am Weltcup teilnehmen kann. So startete sie zu Beginn der Saison 2019/20 startete sie in Salt Lake City erstmals im Weltcup. Dabei errang sie den 15. Platz über 1500 m, den fünften Platz über 1000 m und holte mit dem dritten Platz mit der Mixed-Staffel ihre erste Podestplatzierung im Weltcup. Es folgten zwei zweite Plätze über 1000 m und jeweils einen zweiten und dritten Platz mit der Mixed-Staffel. Zudem wurde sie in Dordrecht Dritte mit der Staffel und errang zum Saisonende den dritten Platz im Weltcup über 1000 m. Im Januar 2020 holte sie bei den Vier-Kontinente-Meisterschaften in Montreal über 1500 m und im Mehrkampf jeweils die Silbermedaille und bei den Olympischen Jugend-Winterspielen in Lausanne die Bronzemedaille mit der Mixed-Staffel und jeweils die Goldmedaille über 500 m und 1000 m.
Durch die globale COVID-19-Pandemie fanden 2020 keine Ausscheidungsläufe zur Nationalauswahl statt. Doch im darauffolgenden Jahr erreichte sie Platz 6 der Nationalauswahl und qualifizierte sich damit erneut für Weltcup-Läufe. Aufgrund Shim Suk-hees Suspendierung und Kim Ji-yoos Verletzung, rückte Seo zu den Olympischen Winterspielen 2022 in Beijing weiter vor. Sie gehörte zur 3000-m-Staffel des südkoreanischen Teams und erreichte schließlich gemeinsam mit Choi Min-jeong, Kim A-lang und Lee Yu-bin den zweiten Platz und erhielt somit die Silbermedaille. Bei den Shorttrack-Weltmeisterschaften 2022 konnte sie die Bronzemedaille über 1500 und 3000 m erreichen.
Bei den Ausscheidungsläufen zur südkoreanischen Nationalauswahl für die Saison 2022/23 erreichte sie erneut den 6. Platz des Teams, mit dem sie sich für Weltcup-Rennen qualifiziert. Im darauffolgenden Jahr zur Saison 2023/2024 belegte sie Platz 7, durch den sie zwar als Teil der Nationalauswahl im Trainingszentrum von Jincheon trainieren darf, aber nicht automatisch an Weltcup-Rennen teilnehmen kann. Bei den ersten beiden Weltcup-Rennen nahmen Park Ji-won und Kim A-lang nicht teil. Und beim zweiten nahm Kim A-lang erneut nicht teil. Dafür rückte Seo nach und gewann beim Shorttrack-Weltcup 2023/24 in Montreal die Goldmedaille über 1000 m. Es war ihr erster Individual-Weltcup-Sieg. Am Saisonende lag sie auf Platz 8 der Gesamtwertung.
Bei den Ausscheidungsläufen zur Nationalauswahl für die Saison 2024/25, die im April 2024 in der Eissporthalle des Mokdong-Sportkomplexes stattfanden, konnte Seo nicht die nötige Punktzahl erreichen, um in die Nationalauswahl aufgenommen zu werden.

## Persönliche Bestzeiten
- 500 m      42,682 s (aufgestellt am 9. April 2022 in Montreal)
- 1000 m    1:27,945 min. (aufgestellt am 3. November 2019 in Salt Lake City)
- 1500 m    2:18,240 min. (aufgestellt am 27. November 2021 in Dordrecht)
- 3000 m    5:34,600 min. (aufgestellt am 12. Januar 2020 in Montreal)

## Weltcupsiege

### Weltcupsiege im Einzel
| Nr. | Datum            | Ort      | Disziplin |
| --- | ---------------- | -------- | --------- |
| 1.  | 29. Oktober 2023 | Montreal | 1000 m    |

### Weltcupsiege im Team
| Nr. | Datum             | Ort              |
| --- | ----------------- | ---------------- |
| 1.  | 6. November 2022  | Salt Lake City 1 |
| 2.  | 18. Dezember 2022 | Almaty 2         |
| 3.  | 29. Oktober 2023  | Montreal 3       |